# Тридесет шест погледа на планину Фуџи
Тридесет шест погледа на планину Фуџи Fugaku Sanjūrokkei (јапански: 富嶽三十六景) серија је графика дрвореза јапанског укијо-е уметника Кацушике Хокусаја (1760–1849). Серија обухвата низ пејзажа на којима је приказана планина Фуџи гледана са различитих локација, у различитим периодима године и климатским условима. Касније је уметник, због велике популарности коју су графике постигле, првобитној серији додао још 10. 
Серија је настала у периоду од 1830. до 1832. године, када је Хокусаи имао већ 70 година и био на врхунцу каријере, а објавио ју је Нишимура Јохачи (Nishimura Yohachi), један од водећих издавача дрвореза у Јапану с краја 18. века. Три најпознатије графике у овој серији су: Велики талас код Канагаве, Фини ветар, Ведро јутро и Олуја са грмљавином испод врха. Мање позната Кајиказава у провинцији Каи такође се сматра једним од најбољих дела серије. Тридесет и шест погледа на планину Фуџи сматра се неоспорним ремек-делом из опуса штампе у боји овог уметника.

## Историја
Планина Фуџи је популарна тема јапанске уметности због свог културног и верског значаја. Ово веровање се може пратити до Приче о секачу бамбуса, у којој богиња оставља еликсир живота на врх ове планине. Према историчару Хенрију Смиту „Од давнина се на планину Фуџи гледало као на извор тајне бесмртности, традиције која је била у сржи и Хокусајеве опсесије овом планином“.
Свака графика техником дрвореза. Цртеж на папиру био би залепљен на дрвени блок као шема за резбарење, али се током тог процеса губио оригинални Хокусајев дизајн се стога губи у процесу. Блок је затим прекриван бојом и отискиван на папир да би се створила слика. Сложеност Хокусајевих слика укључује широк спектар боја које је користио, што је захтевало употребу посебног блока за сваку боју која се појављује на слици.
Најранији отисци у серији су направљени углавном плавим тоновима (ајзури-е), укључујући кључне блокове који дају контуре. Хокусај је интензивно користио пруско плави пигмент, који је тада био новина у Јапану, која је стигла из Европе и учинио га популарним. Тек када је издавач Нишимура Јохачи био сигуран у успех серије, отисци су направљени у више боја (нисхики-е). Нишимура је планирао да прошири серију на више од стотину отисака, али је објављивање стало на четрдесет шест.
Најпознатија појединачна графика из серије широм света је позната као Велики талас из Канагаве. То је Хокусајево најславније дело и често се сматра најпрепознатљивијим делом јапанске уметности на свету. Још једно култно дело из ове серије је Фини ветар, Ведро јутро, такође познато као Црвени Фуџи, који је описан као „једна од најједноставнијих и истовремено најистакнутијих јапанских графика“.

### Утицај
Хокусајева серија Тридесет шест погледа на планину Фуџи најпознатија је серија жанра укијо-е која се фокусира на планину Фуџи. Постоји неколико других радова на исту тему, укључујући истоимену серију такође јапанског сликара Андоа Хирошигеа (1797 – 1858), насталу касније, као и следећу Хокусаијеву Сто погледа на планину Фуџи, насталу у периоду 1834-1835.
У својој књизи о Хокусају из 1896. француски ликовни критичар Едмонд де Гонкур написао је да је, упркос  „прилично грубим бојама“, то „албум који инспирише пејзаже данашњих импресиониста“. Француски уметник Анри Ривијер (1864–1951), инспирисан Хокусајевим делом, објавио је 1902.  сет литографија у боји Тридесет шест погледа на Ајфелову кулу. Ово је само један од многих примера утицаја јапанске уметности на француску уметност касног 19. и 20. века, који се означава појмом ”јапонизам” (фр. Japonisme)

## Графике

### Оригиналних 36
| Бр. | Слика | Назив                                                                               | Назив на јапанском и изговор                                    |
| --- | ----- | ----------------------------------------------------------------------------------- | --------------------------------------------------------------- |
| 1   |       | Велики талас код Канагаве (Префектура Канагава)                                     | 神奈川沖浪裏 Kanagawa oki nami-ura                              |
| 2   |       | Фини ветар, Ведро јутро, позната и као Јужни ветар, ведро небо или Црвени Фуџи      | 凱風快晴 Gaifū kaisei                                           |
| 3   |       | Олуја са грмљавином испод врха                                                      | 山下白雨 Sanka hakuu                                            |
| 4   |       | Испод моста Манен у Фукагави                                                        | 深川万年橋下 Fukagawa Mannen-bashi shita                        |
| 5   |       | Сундаи, Едо (данас Токио)                                                           | 東都駿台 Tōto sundai                                            |
| 6   |       | Енза бор у Аојами (данас део Токија)                                                | 青山円座松 Aoyama enza-no-matsu                                 |
| 7   |       | Сенју, Мусаши Бут                                                                   | 武州千住 Bushū Senju                                            |
| 8   |       | Прелаз Инуме, Кошу (данас провинција Каи)                                           | 甲州犬目峠 Kōshū inume-tōge                                     |
| 9   |       | Поглед на Фуџи са поља у провинцији Овари                                           | 尾州不二見原 Bishū Fujimigahara                                 |
| 10  |       | Ејири у провинцији Суруга                                                           | 駿州江尻 Sunshū Ejiri                                           |
| 11  |       | Скица продавнице Митсуи у Суруги у Еду                                              | 江都駿河町三井見世略図 Kōto Suruga-cho Mitsui Miseryakuzu       |
| 12  |       | Залазак сунца преко моста Рјогоку са обале реке Сумида у Онмајагашију               | 御厩川岸より両国橋夕陽見 Ommayagashi yori ryōgoku-bashi yūhi mi |
| 13  |       | Сазаи сала – Храм пет стотина Архата                                                | 五百らかん寺さざゐどう Gohyaku-rakanji Sazaidō                  |
| 14  |       | Чајџиница у Коишикави. Јутро после снежних падавина                                 | 礫川雪の旦 Koishikawa yuki no ashita                            |
| 15  |       | Шимомегуро (Шимомегуро је део Токија)                                               | 下目黒 Shimomeguro                                              |
| 16  |       | Воденица у Ондену                                                                   | 隠田の水車 Onden no suisha                                      |
| 17  |       | Острво Еношима у провинцији Сагами                                                  | 相州江の島 Soshū Enoshima                                       |
| 18  |       | Обала залива Таго, Ејири у Токаиду                                                  | 東海道江尻田子の浦略図 Tōkaidō Ejiri tago-no-uraryakuzu         |
| 19  |       | Јошида у Токаиду                                                                    | 東海道吉田 Tōkaidō Yoshida                                      |
| 20  |       | Морски пут провинције Казуса                                                        | 上総の海路 Kazusa no kairo                                      |
| 21  |       | Нихонбаши мост у Еду                                                                | 江戸日本橋 Edo Nihon-bashi                                      |
| 22  |       | Брана на реци Сумида                                                                | 隅田川関屋の里 Sumidagawa Sekiya no sato                        |
| 23  |       | Залив Нобото                                                                        | 登戸浦 Noboto-ura                                               |
| 24  |       | Острво Хаконе у провинцији Сагами                                                   | 相州箱根湖水 Sōshū Hakone kosui                                 |
| 25  |       | Планина Фуџи огледа се у језеру Кавагучи, поглед са прелаза Мисака у провинцији Каи | 甲州三坂水面 Kōshū Misaka suimen                                |
| 26  |       | Ходогаја на Токаиду                                                                 | 東海道保土ケ谷 Tōkaidō Hodogaya                                 |
| 27  |       | Река Тама у провинцији Мусаши                                                       | 武州玉川 Bushū Tamagawa                                         |
| 28  |       | Храм Асакуса Хонган-ји у источној престоници (Едо, данас Токио)                     | 東都浅草本願寺 Tōto Asakusa honganji                            |
| 29  |       | Острво Тсукуда упровинцији Мусаши                                                   | 武陽佃島 Buyō Tsukuda-jima                                      |
| 30  |       | Плажа Шичири у провинцији Сагами                                                    | 相州七里浜 Soshū Shichiri-ga-hama                               |
| 31  |       | Умезава у провинцији Сагами                                                         | 相州梅沢庄 Soshū umezawanoshō                                   |
| 32  |       | Кајиказава у провинцији Каи                                                         | 甲州石班沢 Kōshū Kajikazawa                                     |
| 33  |       | Прелаз Мишима у провинцији Каи                                                      | 甲州三嶌越 Kōshū Mishima-goe                                    |
| 34  |       | Планина Фуџи са планина провинције Тотоми                                           | 遠江山中 Tōtōumi sanchū                                         |
| 35  |       | Поглед на планину Фуџи преко језера Сува (Језеро Сува у провинцији Шинано)          | 信州諏訪湖 Shinshū Suwa-ko                                      |
| 36  |       | Ушибори у провинцији Хитачи                                                         | 常州牛掘 Jōshū Ushibori                                         |

### Додатних 10
| Бр. | Слика | Назив                                      | Назив на јапанском и изговор                                |
| --- | ----- | ------------------------------------------ | ----------------------------------------------------------- |
| 1   |       | Брдо Готен-иама, Шинагава на Токаиду       | 東海道品川御殿山の不二 Tōkaidō Shinagawa Goten'yama no Fuji |
| 2   |       | Складиште дрвета у Хоњоу                   | 本所立川 Honjo Tatekawa                                     |
| 3   |       | Фуџи у погледу Јусенџу Кагаија             | 従千住花街眺望の不二 Senju Hana-machi Yori Chōbō no Fuji    |
| 4   |       | Накахара у провинцији Сагами               | 相州仲原 Sōshū Nakahara                                     |
| 5   |       | Оно-шинден у провинцији Суруга             | 駿州大野新田 Sunshū Ōno-shinden                             |
| 6   |       | Успон на Фуџи                              | 諸人登山 Shojin tozan                                       |
| 7   |       | Плантажа чаја Катакура у провинцији Суруга | 駿州片倉茶園の不二 Sunshū Katakura chaen no Fuji            |
| 8   |       | Поглед на Фуџи из Канаје на Токаиду        | 東海道金谷の不二 Tōkaidō Kanaya no Fuji                     |
| 9   |       | Зора у Исави у провинцији Каи              | 甲州伊沢暁 Kōshū Isawa no Akatsuki                          |
| 10  |       | Поглед на Фуџи са реке Минобу              | 身延川裏不二 Minobu-gawa ura Fuji                           |

## Изложбе
Многи музеји поседују ову серију графика и она се повремено излаже. У пролеће 2012. свих четрдесет шест графика представљено је на изложби „Хокусаи: 36 погледа на планину Фуџи“ у Галерији уметности Фрир и галерији Артхур М. Саклер, Смитсониановим музејима азијске уметности. Тридесет и шест погледа на планину Фуџи је приказано и у Музеју лепих уметности у Бостону, као део изложбе Хокусајевих дела, августа 2015. Серија је такође била изложена и у Националној галерији Викторије у Мелбурн, као део изложбе о Хокусају, октобра 2017. Тада су биле приказана два отиска Великог таласа са Канагаве, један који поседује сама галерија и други из Музеја укијо-е-а у Јапану.
Једна серија, која се налазила на крузеру Коста Конкордија, изгубљена је током бродолома 13. јануара 2012. године.